# Statut de zone exempte d’armes nucléaires de la Mongolie

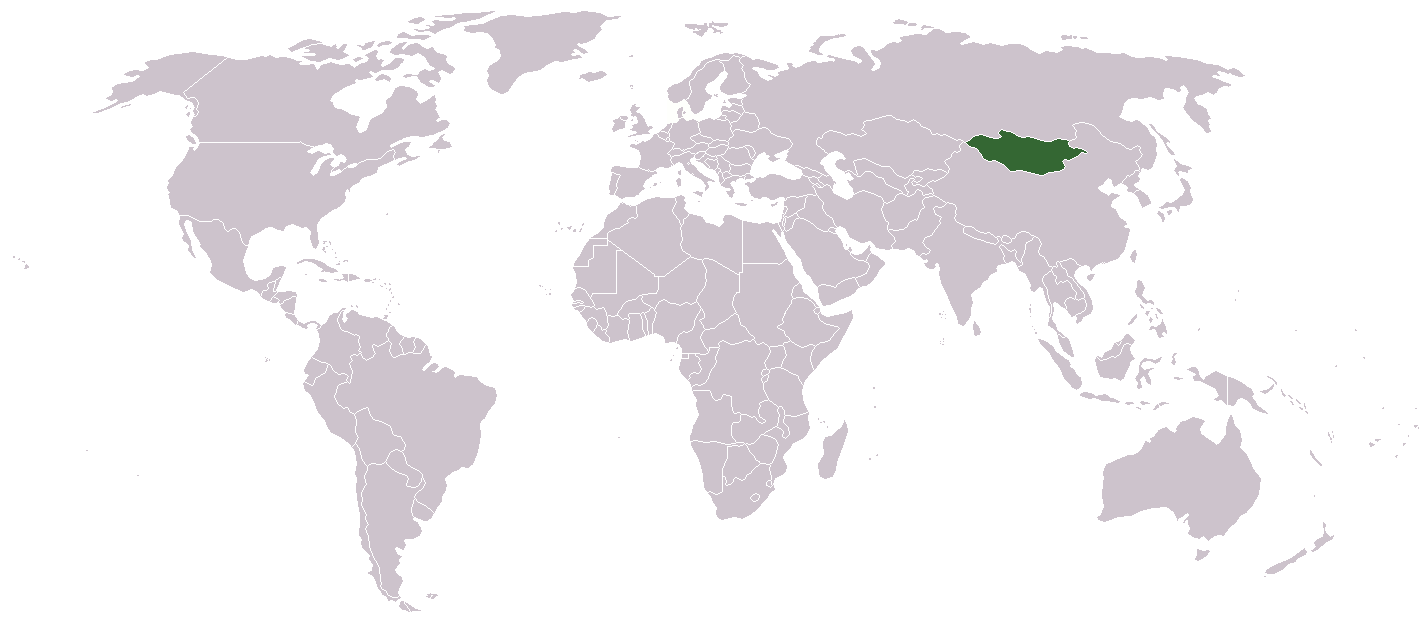
Mongolie, "pays-zone exempte d'arme nucléaire"

En 1992, le président de la Mongolie Punsalmaagiyn Ochirbat a annoncé que son pays envisageait de devenir un « pays-zone exempte d'arme nucléaire ». Les changements géopolitiques engendrés par la chute de l'Union soviétique et, en particulier pour le pays, le retrait des troupes russes de son territoire, ont donné à Oulan-Bator l'opportunité de proclamer sa neutralité politique.
Bien que peu orthodoxe, l'initiative mongole de devenir une zone exempte d'arme nucléaire a été bien accueillie tant par ses voisins russe et chinois que l'ensemble de la communauté internationale. Jusqu'alors, les zones exemptes d'armes nucléaires étaient composées de groupes de pays bien que l'option d'une zone à un seul pays avait été reconnue depuis longtemps. Ainsi, la résolution 3261 F de l'Assemblée générale des Nations unies prévoit une telle possibilité.
Le 28 février 2000, le représentant permanent de la Mongolie auprès des Nations unies a transmis au Secrétaire général des Nations unies le texte de la « Loi de Mongolie sur son statut de zone exempte d'armes nucléaires », adoptée par le parlement mongol le 3 février 2000 et entrée en vigueur le même jour. La nouvelle législation interdit, sur le territoire du pays, l'acquisition, le développement, l'essai ou le contrôle d'armes nucléaires.
Le 20 novembre 2000, l'Assemblée générale des Nations unies a adopté la résolution 55/33S intitulée « Sécurité internationale et statut d’État exempt d’armes nucléaires de la Mongolie » reconnaissant le nouveau statut du pays.